# Павшино (Лужский район)
Павшино — деревня в Заклинском сельском поселении Лужского района Ленинградской области.

## История
Впервые упоминается в писцовой книге Водской пятины 1500 года, как сельцо Павшино над озером над Хвойном в Никольском Бутковском погосте Новгородского уезда.
Как деревня Павшина она обозначена на карте Санкт-Петербургской губернии Ф. Ф. Шуберта 1834 года.

ПАВШИНА — деревня принадлежит помещику Никифору Петряшеву, число жителей по ревизии: 16 м. п., 14 ж. п. (1838 год)

Деревня Павшина отмечена на карте профессора С. С. Куторги 1852 года.

ПАВШИНО — деревня господина Петряшева, по просёлочной дороге, число дворов — 7, число душ — 27 м. п. (1856 год)

ПАВШИНО — деревня владельческая при озере Хвойне, число дворов — 8, число жителей: 32 м. п., 30 ж. п.; Часовня православная. (1862 год)

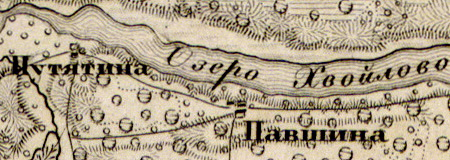
Деревня Павшино на карте 1863 года

Согласно карте из «Исторического атласа Санкт-Петербургской Губернии» 1863 года деревня называлась Павшина.
В XIX — начале XX века деревня административно относилась к Перечицкой волости 1-го земского участка 1-го стана Лужского уезда Санкт-Петербургской губернии.
По данным «Памятной книжки Санкт-Петербургской губернии» за 1905 год, деревня Павшино входила в Перечицкое сельское общество.
С 1917 по 1923 год деревня Павшино входила в состав Павшинского сельсовета Перечицкой волости Лужского уезда.
С 1923 года, в составе Толмачёвской волости.
С 1924 года, в составе Калищенского сельсовета.
В 1928 году население деревни Павшино составляло 107 человек.
По данным 1933 года деревня Павшино входила в состав Калищенского сельсовета Лужского района.
C 1 августа 1941 года по 31 января 1944 года деревня находилась в оккупации.
В 1958 году население деревни Павшино составляло 43 человека.
По данным 1966 года деревня Павшино также входила в состав Калищенского сельсовета.
По данным 1973 и 1990 годов деревня Павшино входила в состав Каменского сельсовета.
В 1997 и 2002 годах в деревне Павшино Каменской волости постоянного населения не было.
В 2007 году в деревне Павшино Заклинского СП также не было постоянного населения.

## География
Деревня расположена в восточной части района к северу от автодороги 41А-004 (Павлово — Мга — Луга).
Расстояние до административного центра поселения — 39 км.
Расстояние до ближайшей железнодорожной станции Оредеж — 13 км.
Деревня находится на левом берегу реки Оредеж у её озеровидного расширения — озера Хвойлово.

## Демография
| 1838 | 1862 | 1928 | 1958 | 1997 | 2007 | 2010 |
| ---- | ---- | ---- | ---- | ---- | ---- | ---- |
| 30   | ↗62  | ↗107 | ↘43  | ↘0   | →0   | ↗8   |
| 2017 |      |      |      |      |      |      |
| ↘0   |      |      |      |      |      |      |

## Улицы
Озёрная, Центральная.